# カメムシ目
カメムシ目（カメムシもく）あるいは半翅目（はんしもく） Hemiptera は、昆虫の分類群のひとつで、口が針状になっているのが特徴である。カメムシのほか、タガメ、アメンボ、セミ、ウンカ、アブラムシなど、人間に関わりのあるものも多く、非常に多様性に富む。

## 特徴

### 形態
カメムシ目は、非常に多様性に富み、様々な生活をするものがいるため、全体の形や各部の構造はその群によって大きく異なる。淡水性のものでは水中生活のための構造が発達する。アブラムシやカイガラムシでは、翅を持たない事も多く、単為生殖による繁殖を含む、複雑な生活環を発達させ、また、寄生生活のものでは足や体節構造までも失って、とても昆虫とは思えない形のものもある。
共通する特徴は、口器が細長くなり、左右が重なり合うようにして針状になることである。チョウ目のものもその点は似ているが、カメムシ目のものは口器全体を巻き込むことはせず、頭部から腹部にかけての腹側の中心線に沿って納める。ただし、一部には後述のように摂食において主役を演ずる口針を体内で巻き込むものが知られている。植食性のものでは口器の鞘に当たる口吻は細長く、肉食性のものでは短く、鉤型に曲げるものが多い。内部の口針も食植性のもので非常に長くなっているものが多い。
細長い口器の外側を覆っている口吻は下唇が樋状に変形したもので、内部に口針を収める。口針は針状に変形した大顎と小顎、つまり2本の大顎針と2本の小顎針から形成されている。左右1対の小顎針は内側に2本の溝が刻まれており、これらが完全に密着・嵌合することで内部に2本の通路を持つ管となっている。この通路のうち、背方の通路の中は唾液が通って摂食部に送り込まれ、腹方の通路の中を通って食物が吸引される。左右1対の大顎針はしばしば先端の外側が鋸歯状になっており、小顎針の外側を交互に滑るように前後運動して口針全体が食物の内部に差し込まれる通路を切り開く。口針は口吻の先端から突き出せるようになっている。口吻は口針が摂食対象の内部に刺さっていくに従って折れ曲がったり蛇腹状に縮んだりして、口針をより長く突出できるようになっている。
口針は、食物を摂食対象の非常に奥深くから吸い上げるものの中には口吻よりもはるかに長くなっていることがあり、そのようなものでは頭部の内部に形成された腔所にぜんまい状に巻き込んでいる場合がある。

### 生態
口針を用いた食物のとり方は非常に多様で複雑である。植物食のものでは維管束の道管や師管を口針で探り当て、内部を流れる液を摂取するもの、種子の子葉や胚乳といった栄養貯蔵器官、葉のような同化器官内部の柔組織を消化酵素を含む唾液と共に口針で突き崩し、体外消化して吸い込むもの、気孔から口針を差し込んで個々の柔組織を構成する細胞の中身を吸い取るものなどが知られている。
動物食のものでは獲物の体内に麻痺性の毒素を注入して動けなくした後に消化液を注入して内部を溶かして吸収するものが多いが、哺乳類や鳥類といった脊椎動物の血管を探り当て、吸血するものも知られている。
成虫と幼虫は大抵同じものを食べる。親が子を保護し、親子の集団を作る、いわゆる亜社会性のものが様々な分類群に見られ、アブラムシ類には真社会性のものが知られている。また、翅多型を示すものも様々な群に見られる。それ以外にも、集団を形成するものがあちこちに見られる。

## 分類
咀顎目、アザミウマ目と近縁で、あわせて準新翅類 (Paraneoptera) をなす。
カメムシ目は従来、大きくヨコバイ亜目（同翅亜目）とカメムシ亜目（異翅亜目）に分類されてきた。
ヨコバイ亜目（同翅亜目）
翅が全体に膜状で、静止時には後翅の上に前翅を屋根形に重ねて収納する。上から見ると、体の左には左側の前翅が、右側には右側の前翅があって、両側の翅は正中線上で屋根形に触れあう。翅が透明ならば、後翅が各側の前翅の下に見える。その形状は一部のガの止まるときの形状に似ている。セミ、ウンカ、アブラムシ、カイガラムシなどがこれに含まれる。
カメムシ亜目（異翅亜目）
前翅の根元側半分が硬く厚くなり、不透明になっている。後翅は大きく、膜状になる。静止時には、前翅は膜状の先端側半分を互いに重ね合わせて収納する。上から見ると、前翅の根元側半分が左右の背面を覆い、先端側半分は互いに重なって背中側を覆う。後翅は折りたたまれて前翅の下に収まる。前翅の根元側半分の間には、背面の外骨格が3角に見える（中胸小楯板）。このように、外見的には翅が背面に収まって、一見コウチュウ目の昆虫の外見に似る。カメムシ、サシガメ、グンバイムシ、トコジラミ、アメンボ、タガメ、コオイムシ、タイコウチ、ミズムシ、マツモムシなど様々な種類が含まれる。特に、水中生活のものは水生カメムシ類とも呼ばれ、養殖魚の捕食者として漁業関係者から害虫扱いされるものもある。多くは遊び相手として子供たちに好まれるが、多くは肉食なので、口針で刺されると麻痺性の神経毒を注入されて激痛が走る。
しかしヨコバイ亜目は近年では側系統と判明しているため、分類群として使われることは少なく、いくつかの亜目に分割され、カメムシ目は3-5の亜目に分けられる。
- 腹吻亜目 Sternorrhyncha
- 頸吻亜目 Auchenorrhyncha
  - Archaeorrhyncha
  - Clypeorrhyncha
- Prosorrhyncha
  - 鞘吻亜目 Coleorrhyncha
  - カメムシ亜目 Heteroptera

これらのうち、頸吻亜目も側系統の可能性があり、2つの亜目に分割されることも多い。Prosorrhyncha 亜目を分割する（歴史的順序で言えば  Prosorrhyncha 亜目に統合しない）ことも多いが、こちらの単系統性はほぼ確かであり、単に分類階級の問題である。
これらの間の系統関係は次のとおり。Archaeorrhyncha、Clypeorrhyncha、Prosorrhyncha 3系統間の関係は、頸吻亜目 (Archaeorrhyncha + Clypeorrhyncha) を単系統とする説や、Clypeorrhyncha + Prosorrhyncha を単系統とする説があり不確実である。

|               | Archaeorrhyncha                                           |
|               |                                                           |
|               | Clypeorrhyncha                                            |
|               |                                                           |
| Prosorrhyncha | \| \| 鞘吻亜目 \| \| \| \| \| \| カメムシ亜目 \| \| \| \| |
|               | \| \| 鞘吻亜目 \| \| \| \| \| \| カメムシ亜目 \| \| \| \| |
|               | 鞘吻亜目                                                  |
|               |                                                           |
|               | カメムシ亜目                                              |
|               |                                                           |

|  | 鞘吻亜目     |
|  |              |
|  | カメムシ亜目 |
|  |              |

|               | Archaeorrhyncha                                           |
|               |                                                           |
|               | Clypeorrhyncha                                            |
|               |                                                           |
| Prosorrhyncha | \| \| 鞘吻亜目 \| \| \| \| \| \| カメムシ亜目 \| \| \| \| |
|               | \| \| 鞘吻亜目 \| \| \| \| \| \| カメムシ亜目 \| \| \| \| |
|               | 鞘吻亜目                                                  |
|               |                                                           |
|               | カメムシ亜目                                              |
|               |                                                           |

|  | 鞘吻亜目     |
|  |              |
|  | カメムシ亜目 |
|  |              |